# Berndt Jansson
Pour les articles homonymes, voir Jansson.
Berndt Jansson, né le 16 mars 1931 à Södertälje, est un pilote de rallyes suédois.

## Palmarès
- Vainqueur du 14e Rallye de Suède, en 1963 sur Porsche 356B Carrera S90 (copilote Eric Pettersson);
- Vainqueur du Rallye du Soleil de Minuit, en 1963 sur Porsche 356B Carrera S90 (copilote Eric Pettersson) (ancienne appellation du précédent);
  - 2e du rallye des tulipes en 1964 sur Porsche Abarth Carrera 1600 (copilote E. Pettersson);
  - 4e du rallye des 1000 lacs en 1963 sur Volkswagen 1500S (copilote E. Pettersson);
  - 7e du rallye des 1000 lacs en 1965 sur Renault 8 Gordini (copilote E. Pettersson);
  - 8e du rallye des 1000 lacs en 1966 sur Renault 8 1134cm3 (copilote E. Pettersson);
  - 8e du rallye de Suède en 1966 sur Renault 8 Gordini (copilote E. Pettersson);
  - 8e du rallye Monte-Carlo en 1967 sur Renault 8 Gordini (copilote Mme Sengtsmann);
  - 9e du rallye des 1000 lacs en 1967 sur Renault 8 1134cm3 (copilote E. Pettersson);
  - 11e du Hankiralli en 1963 sur Volkswagen 1500S (copilote E. Pettersson).

(nb: il participe également aux 24 Heures du Mans en 1966 avec Pauli Toivonen sur Alpine A210 comme équipage officiel, mais ils sont contraints à l'abandon sur panne de boîte de vitesses)